# Schneider Electric
Schneider Electric («Шнейде́р Электри́к») — французская энергомашиностроительная корпорация, производитель оборудования для энергетических подкомплексов промышленных предприятий, объектов гражданского и жилищного строительства, центров обработки данных.

## История

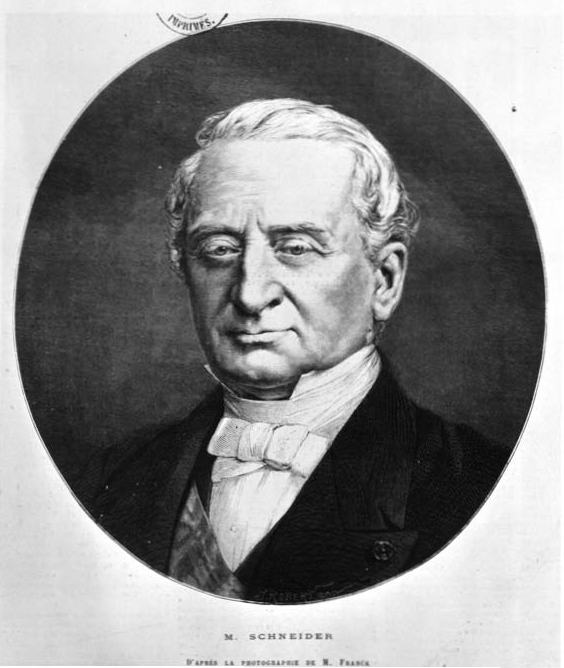
Эжен Шнейдер — один из основателей компании

Компания основана братьями Эженом и Адольфом Шнейдер в 1836 году путём покупки сталелитейной и кузнечной компании «Крезо» (Le Creusot), которая с 1782 года выпускала промышленное оборудование в городе Ле-Крёзо. Компания стала называться «Братья Шнейдеры и Ко.» (Schneider frères et Cie), братья провели модернизацию цехов, внедрив английские машины и механизировав производство. После смерти Адольфа Шнейдера компания была переименована в «Шнейдер и Ко» (Schneider et Cie). В 1838 году компания выпустила первый французский паровоз. С момента основания и до конца Второй мировой войны компания в основном занималась выпуском вооружений, как для армии Франции, так и на экспорт. В частности, многие артиллерийские орудия Российской империи перед Первой мировой войной были разработаны и изготовлены либо на заводах «Шнейдер» по заказу ГАУ военного ведомства России, либо на отечественных предприятиях по лицензии фирмы. В 1897—1899 гг. компания заключила соглашение с Путиловским заводом о передаче технологий скорострельной артиллерии, и впоследствии передавала ему лицензии на производство своих орудий.
На 1929 год «Крезо-Шнейдер» контролировала в Чехословакии фирму «Шкода». По состоянию на 1939 год сфера интересов Schneider включала производство промышленного и электротехнического оборудования, судостроение, металлургию, добычу полезных ископаемых, а также собственный банк Union Européenne Industrielle et Financière. С 1942 по 1960 год группу возглавлял Шарль Шнейдер, последний представитель семьи в руководстве. Им в 1949 году была проведена реорганизация группы, было сформировано три крупные дочерние структуры в областях электротехники, промышленного производства и строительства. Хотя правительство Франции оставалось крупнейшим клиентом группы, началось наращивание экспорта и открытие зарубежных предприятий.
В 1960-х годах началось партнёрство с бельгийской промышленной группой Empain, основанной в 1881 году Эдуардом Эмпеном. В 1969 году две группы создали общую холдинговую компанию Empain-Schneider. В 1970 году была поглощена сталелитейная компания FAMH, в 1972 году — строительная компания Spie Batignolles, в 1975 году — производитель промышленных выключателей Merlin Gerin. В 1976 году была выкуплена доля Westinghouse Electric в совместном предприятии Framatome; оно было создано в 1958 году для строительства атомных электростанций. В 1980 году партнёрство с семьёй Эмпен было прекращено, группа стала называться Schneider S.A.
В 1982 году правительство Франсуа Миттерана национализировало все крупные банки Франции, включая входивший в группу Schneider S.A. В период с 1981 по 1987 год был продан ряд активов, включая сталелитейные и судостроительные предприятия; основными направлениями для Schneider стали электротехническое оборудование, строительство и промышленная инфраструктура; ключевыми дочерними компаниями были Spie Batignolles (55 % выручки); Merlin Gerin (31 %) и Jeumont-Schneider Industries (14 %), более 40 % выручки приносили зарубежные операции. В конце 1980-х годов группа занялась поглощением компаний, первой стала Telemecanique в 1988 году, за ней последовали покупки американских компаний Federal Power (1990 год, электрораспределительное оборудование) и Square D Company (1991 год, за 2,23 млрд долларов). В 1994 году Square D, Merlin Gerin и Telemecanique были объединены в компанию Schneider Electric, ставшую основной дочерней структурой Schneider S.A. В 1997 году Spie Batignolles была продана британской строительной компании AMEC.
Ключевое событие 2000-х годов — поглощение крупнейшего производителя систем бесперебойного питания для вычислительной техники American Power Conversion, сделка стоимостью 6,1 млрд долларов состоялась в 2007 году.
В 2017 году была куплена 60-процентная доля в британской компании Aveva, в 2023 году доля была увеличена до 100 %. В 2018 году была куплена часть активов индийской компании Larsen & Toubro в области электротехники и автоматизации производства. В 2020 году был приобретён немецкий разработчик программного обеспечения RIB Software.
В январе 2021 года исследовательская компания Corporate Knights опубликовала версию рейтинга наиболее социально ответственных компаний мира. Его возглавила французская Schneider Electric, в годом ранее занимавшая 29-е место.

## Собственники и руководство
Среди крупных акционеров по состоянию на конец 2022 года были BlackRock (7,3 %), Sun Life Financial (6,8 %), сотрудники (3,8 %); казначейские акции составляли 2,1 %.
- Жан-Паскаль Трикуар (Jean-Pascal Tricoire, род. в 1963 году) — председатель совета директоров с 2013 года, с 2006 по 2023 год был также генеральным директором.
- Петер Хервек (Peter Herweck, род. в 1966 году) — генеральный директор (CEO) с 2023 года, в компании с 2016 года, до этого работал в Siemens.

## Деятельность

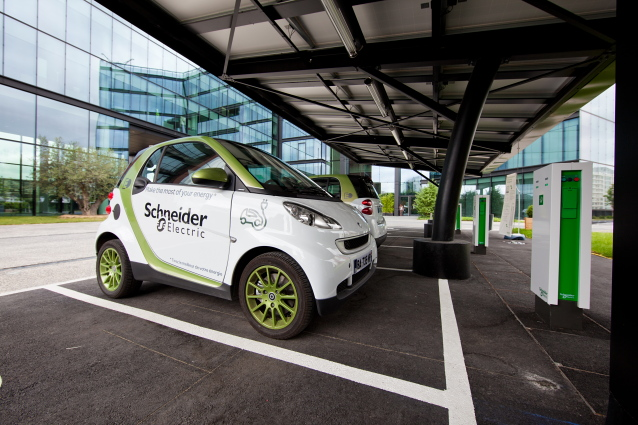
Зарядные устройства Schneider Electric для электромобилей

В состав корпорации входят активы нескольких поглощённых компаний, крупнейшие из них — American Power Conversion, Merlin Gerin, Square D, Telemecanique, для ряда продуктовых линеек сохранены исходные торговые марки (например, APC by Schneider Electric, Square D by Schneider Electric).
Выручка за 2023 год составила 35,9 млрд евро, её распределение по регионам: Северная Америка — 34 %, Азиатско-Тихоокеанский регион — 28 %, Западная Европа — 25 % (из них Франция — 6 %), другие регионы — 13 %.
Подразделения по состоянию на 2023 год:
- Энергетика — производство энергетического оборудования для зданий, дата-центров, промышленных предприятий и объектов инфраструктуры, 79 % выручки;
- Автоматизация производства — производство оборудования для автоматизации производства, 21 % выручки.

### Schneider Electric в России
Юридическое лицо в России — акционерное общество «Шнейдер Электрик», управляет тремя заводами — «ЭлектроМоноблок (SEZEM)» (Санкт-Петербург) и ЗАО «Потенциал» (Козьмодемьянск), «ГК „Электрощит“ — ТМ Самара».
Первый проект компании в России был реализован в 1974 году на Куйбышевском нефтеперерабатывающем заводе. В 1980-е годы фирма поставляла электротехническое оборудование для компрессорных станций магистрального экспортного газопровода «Уренгой — Помары — Ужгород».
С 2008 года в Казани действовал завод «ШЭЭК». На предприятии работали две линии: одна по сборке модульных ячеек высокого напряжения в металлических корпусах с воздушной изоляцией и стационарными или выкатными элегазовыми коммутационными аппаратами серии SM6, другая — по сборке новой линейки ячеек высокого напряжения Premset. В 2015 компания Schneider Electric перенесла производство электротехнического оборудования из Казани в Екатеринбург. В середине 2017 года завод «Шнейдер электрик Урал» в Екатеринбурге прекратил свою работу.
В 2010 году в городе Коммунар Гатчинского района Ленинградской области открылся завод Schneider Electric по производству компактных распределительных устройств с элегазовой изоляцией серии RM6. В 2010 году корпорация приобрела 50 % акций самарского завода «Электрощит», а в марте 2013 года довела свою долю в капитале предприятия до 100 %. В том же 2010 году компания закрыла ранее принадлежавший ей завод «Уралэлектроконтактор» в Оренбургской области и продала его компании «Уральская электротехника».
В январе 2014 корпорация завершила сделку по приобретению активов завода екатеринбургского филиала ЗАО «Альстом Грид», включая недвижимость и производственное оборудование, преобразовав в завод «Шнейдер Электрик Урал», на котором выпускается электротехническое оборудование для распределения электроэнергии низкого и среднего напряжения.

#### Уход из России
27 апреля 2022 года корпорация объявила о намерении продать свои активы в России локальному руководству, а в июле того же года подписало соответствующее соглашение, продав российский бизнес Систэм Электрик, включающий заводы: «Потенциал» (Козьмодемьянск); ЭлектроМоноблок («СЭЗЭМ», Коммунар), НТЦ «Механотроника» (Санкт-Петербург), Инженерно-Сервисный Центр (Москва) и Центр Инноваций (Иннополис). Systeme Electric в свою очередь получил официальный статус сервисного партнера Schneider Electric в России и Беларуси.